# New Scientist
New Scientist est un magazine scientifique international hebdomadaire qui s'intéresse aux développements de la science et de la technologie. Il publie en anglais des articles sur les événements récents et les nouvelles issues de la communauté scientifique, ainsi que des articles de prospective qui peuvent être tout aussi bien techniques que philosophiques.

Fondé en 1956, le magazine a été publié par Reed Business Information, une filiale de Reed Elsevier. Il a son siège social à Londres et possède trois éditions : britannique, américaine et australienne. Il possède également un site web qui propose certains articles parus dans l'édition hebdomadaire ainsi que des dépêches scientifiques quotidiennes. 
New Scientist n'est pas un magazine à comité de lecture. Il offre un aperçu des développements de la science.

## Séries dérivées
New Scientist a publié une série de quatre livres issus de la compilation de questions et réponses de la partie du magazine nommée Last Word. Le concept de cette rubrique est le suivant : partir de la question la plus « bête » possible - Pourquoi le fromage fondu fait-il des fils ? Suis-je en train de respirer une des molécules d'air du dernier soupir de Léonard de Vinci ? Pourquoi les oignons font-ils pleurer ? - et faire confiance au lecteur pour obtenir la réponse la plus complète et la plus inattendue possible.
En 1998, le livre The Last Word fut publié, suivi de The Last Word 2 en 2000. En 2005 et 2006 parurent respectivement Mais qui mange les guêpes ? : et 100 autres questions idiotes et passionnantes et Pourquoi les manchots n'ont pas froid aux pieds ? : et 111 autres questions stupides et passionnantes. Ce dernier fut adapté en France à la télévision par France 2 à l'été 2007.